# Carugo
Carugo (Carugh in dialetto brianzolo, AFI: /kaˈryːk/) è un comune italiano di 6 664 abitanti della provincia di Como in Lombardia, ed ha una superficie territoriale con un'altimetria che varia dai 274 m s.l.m. ai 340 m s.l.m.

## Geografia fisica
Carugo si trova nella Brianza comasca occidentale, tra i fiumi Lambro e Terrò.
Lo sviluppo urbano è avvenuto nella zona a sud, mentre nella zona nord c'è un ampio terreno boscoso caratterizzato dalla presenza di fontanili, la Riserva Naturale Regionale della Fontana del Guercio. Da Carugo passano la linea Milano-Asso delle Ferrovie Nord Milano e la strada provinciale SP32, la "Novedratese".

## Storia
Incerte le origini del paese e del suo nome. Il nome Carugo ha probabile provenienza celtica.
Il più antico documento in cui viene citato il nome di Carugo risale all'892 (epoca feudale in cui si erano definitivamente stabiliti Franchi e Longobardi) e si tratta di una pergamena in cui Maginfredo, conte di Milano e del contado milanese, elegge alcuni giudici e notai per una causa di spartizione territoriale e fra i giudici viene eletto anche un certo "Stachelberto giudice di Curugo".
Nel periodo di lotte tra Como e Milano, sfociate nella guerra decennale, si hanno notizie di un castello strategico nel contesto bellico. Dal castello, del quale faceva forse parte anche la torre tutt'oggi presente, ebbe origine il nome della nobile famiglia dei Carugo. Il castello, già attestato nell'892, nel 1222 ospitò i nobili fuggiti da Milano capitanati dall'arcivescovo Enrico da Settala. Nel mese di agosto di quell'anno, il podestà di Milano, Ardigotto Marcellino, inviò delle truppe che distrussero il castello.

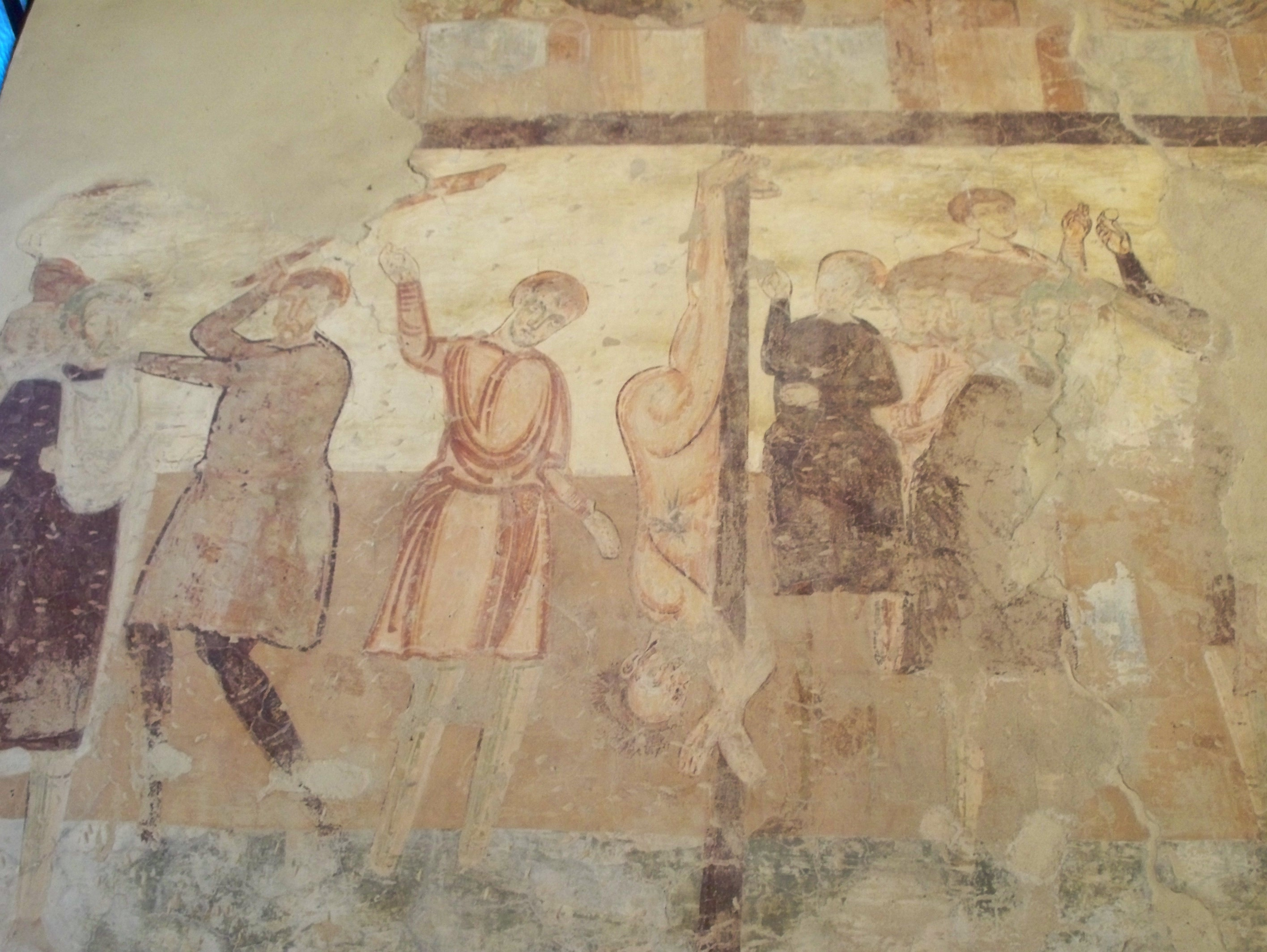
Uno degli affreschi medievali nella chiesa di Gattedo

La frazione di Gattedo, detta Gatta, la cui origine è accertata perlomeno al X secolo, ospitò nel XII secolo il movimento religioso dei Catari, religione dualista ch'ebbe chiara fama in ispecie in Provenza e Linguadoca. 
In questo contesto, entro le mura del castello di Gattedo ebbero sepoltura gli ultimi due vescovi catari della confessione concorezzese in Lombardia, ovverosia Nosario (o Nazario) e Desiderio. Secondo alcuni studiosi dell'Università di York, «la fortezza di Gattedo» costituiva «una sorta di Montsegur italiana, ove i vescovi catari Nazario e Desiderio erano stati inumati» (in lingua inglese: "Ranier carried out the order to destroy the castle of Gattedo (near Milan), a sort of Italian Montségur, where the Cathar bishops Nazarius and Desiderius were buried"). Con decreto del 19 agosto 1254 papa Innocenzo IV ordinò di distruggere il castello di Gatta, che apparteneva a Roberto Patta da Giussano, dicesi anche onde evitare il culto da parte del contado delle spoglie dei vescovi ivi inumati. L'ordine di distruzione risparmiò tuttavia la chiesa di San Martino e, conseguentemente, gli antichi affreschi in essa conservati.
Al tempo della Signoria di Milano, gli Statuti delle acque e delle strade del contado di Milano fatti nel 1346 attestano non solo l'esistenza di Carugo e di Gattedo (qui chiamato Gateo) ma anche del locho o castel da Incasa, ove oggi si trova la Cascina d'Incasate.
Nel XIV secolo, il paese sino ad allora appartenente al feudo della famiglia dei Carugo, entra a far parte della Pieve di Mariano, il 13 giugno 1476 passa alla famiglia Marliani, il 13 dicembre passò alla casata dei Giussani e, il 3 giugno 1638, al marchese Flaminio Crivelli.
Nel 1757, al comune di Carugo sono annessi i comuni, sino al 1753 indipendenti, ma in tal data accorpati pro tempore al comune di Brenna, di Incasate Castello e di Cassina della Guarda, ad oggi semplici frazioni nella parte alta del paese.
Durante il Regno d'Italia napoleonico, un decreto di accorpamento dei comuni più piccoli datato 14 luglio 1807 comportò un allargamento dei confini di Carugo, al quale vennero aggregati Arosio e San Bartolomeo ed uniti. Cinque anni più tardi, una nuova compartimentazione ribaltò tuttavia la situazione, mediante la ricostituzione del comune di Arosio e l'aggregazione, ad esso, del soppresso comune di Carugo.
Con la caduta di Napoleone e il ritorno della Lombardia in mano austriaca, la compartimentazione territoriale del Regno lombardo-veneto decretata nel 1816 comportò la ricostituzione del comune di Carugo con Incasate.
Nel periodo austriaco il paese vede la costruzione delle strade principali, tra le quali quella detta della Roggia (1882).
Nel 1879 venne costruito il tratto delle Ferrovie Nord passante per il paese (linea Milano - Asso).
Dal 1929 al 1950 Carugo si fonde con Arosio, esclusa la frazione Bigoncio aggregata ad Inverigo, cambiando nome in "Carugo con Arosio"; dopo pochi mesi assunse la denominazione di Carugo Arosio. Il comune fu soppresso nel 1950, e al suo posto furono ricostituiti i comuni preesistenti di Arosio e Carugo; la frazione di Bigoncio rimase tuttavia al comune di Inverigo.
Nel dopoguerra ci fu un forte sviluppo artigianale e industriale, soprattutto nel campo del mobile.

### Tra storia e leggenda
Carugo fu il paese di appartenenza del bandito Francesco Pellizzone da Carugo, contro il quale il governatore di Milano, duca di Feria (citato dal Manzoni ne I promessi sposi), emanava nel 1624 la seguente grida:
"Comanda Sua Eccellenza che in Carugo e dintorni per sei miglia in su e tre in giù si facciano continuamente le guardie sopra i campanili, di notte e di giorno e, scoprendosi simili malviventi, si tocchino le campane, e che tutte le comunità stiano pronte a prendere le armi e, non potendosi pigliar vivi li detti malviventi, li ammazzino".
Una tradizione orale narra dell'esistenza del cosiddetto Cunt Carüc, personaggio storicamente non identificato, che commise per il paese violenze e soprusi, muovendosi attraverso dei cunicoli sotterranei, secondo alcuni tuttora esistenti. Unito a questo, le continue insidie alle ragazze del paese, fecero sì che i paesani affidassero al barbiere il compito di ucciderlo mentre si faceva fare la barba.

### Simboli
Lo stemma e il gonfalone sono stati concessi con DPR del 28 febbraio 1978
Il gonfalone è un drappo di rosso.

## Monumenti e luoghi d'interesse

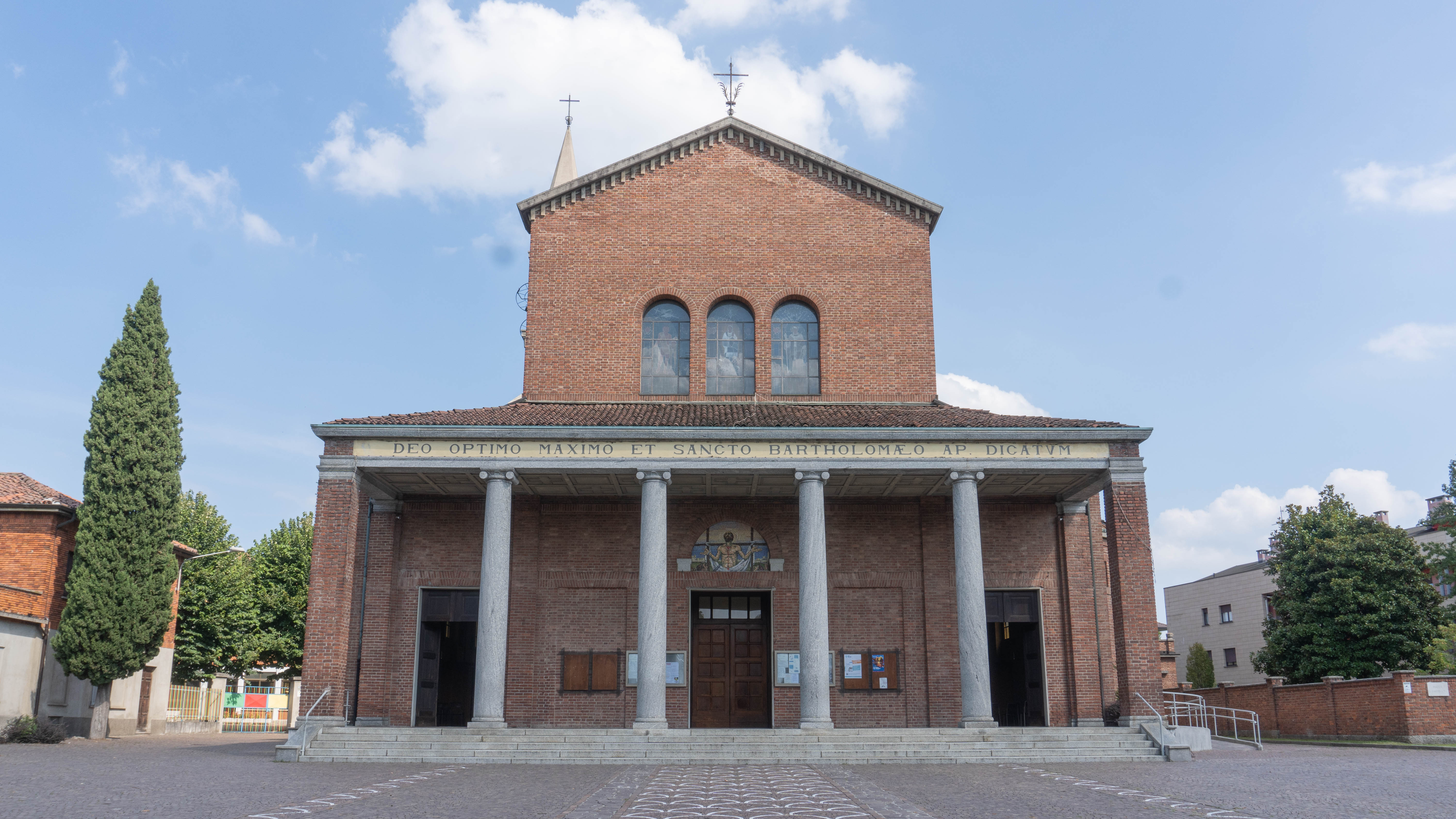
Chiesa di San Bartolomeo

### Architetture religiose

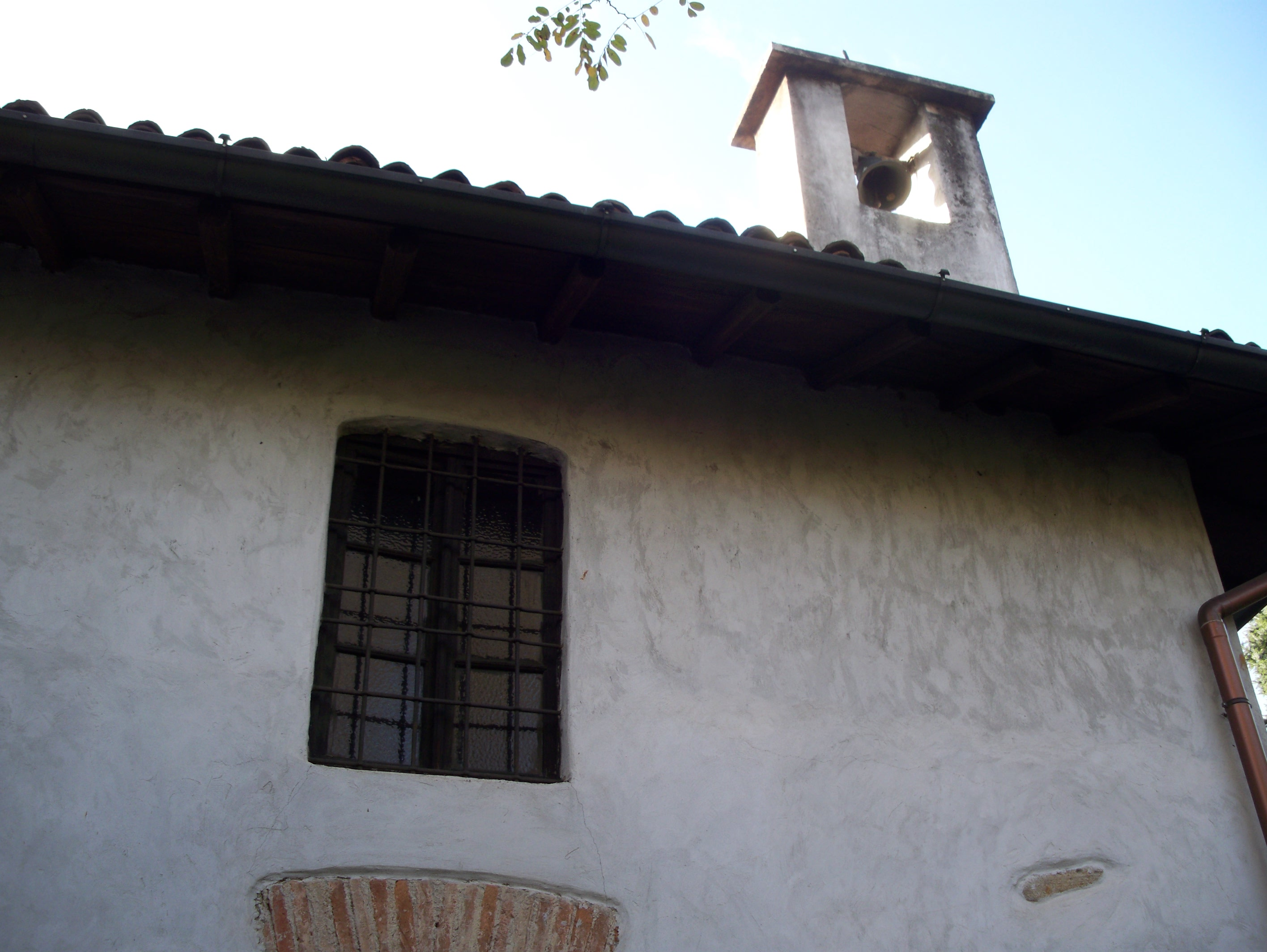
Chiesa di San Martino

- Chiesa parrocchiale di San Bartolomeo (1936)[20], il cui campanile ospita un concerto di 8 campane in Sib2 Maggiore fuso dalla fonderia Roberto Mazzola di Valduggia (VC). La costruzione della parrocchiale, avvenuta tra il 1933 e il 1936 su progetto del Mezzanotte, comportò l'abbandono e, nel 1952, la demolizione della vecchia chiesa di San Bartolomeo, già attestata a Carugo a partire dal XIII secolo.[21]

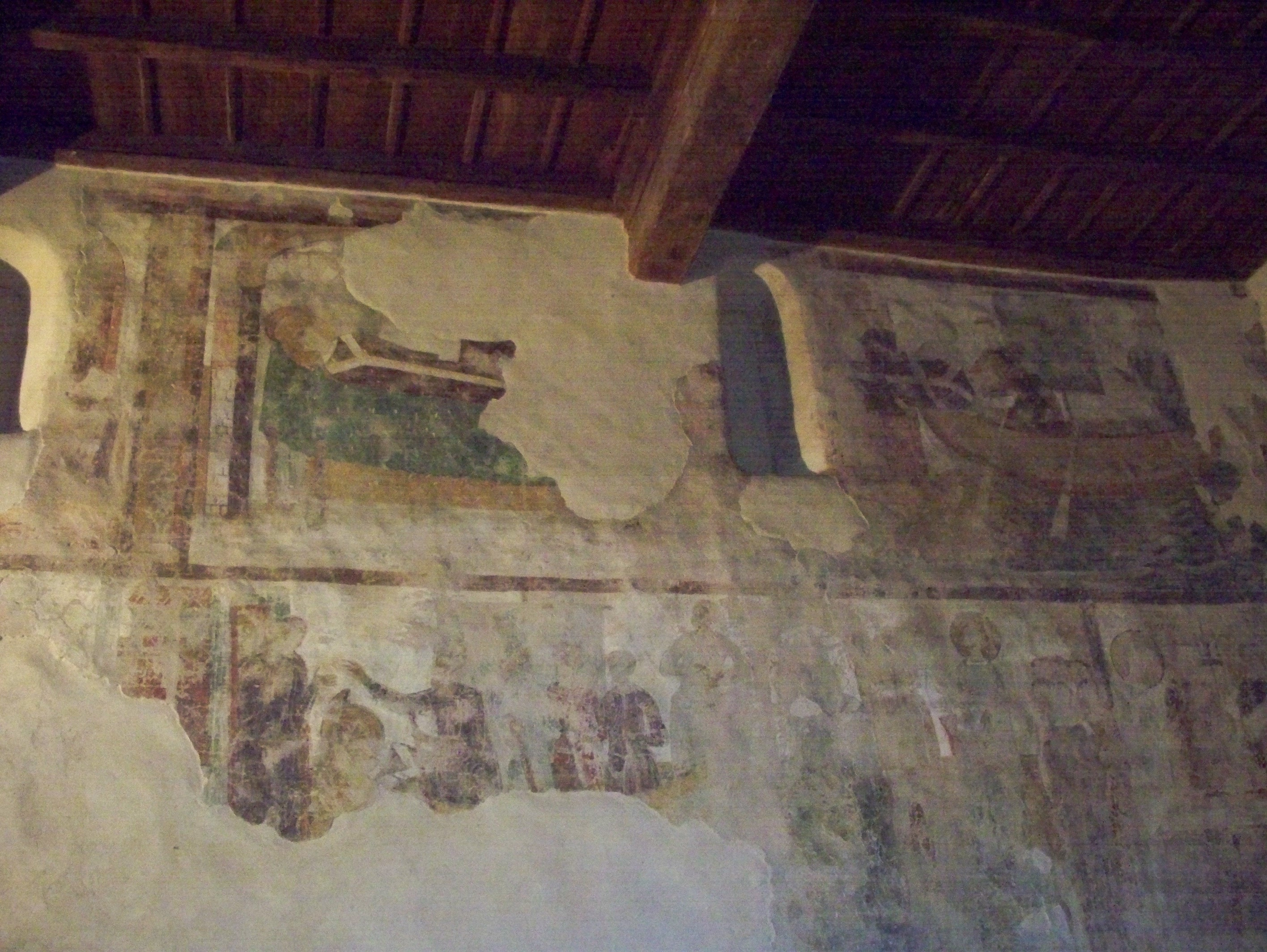
Affreschi nella chiesa di San Martino

- Chiesa di San Martino, al cui interno si conserva un ciclo di affreschi risalente all'XI secolo.[9] Tra di essi, una rappresentazione del presunto miracolo della bilocazione di Sant'Ambrogio, opera che costituisce la più antica raffigurazione di quest'ultimo santo all'interno del territorio brianzolo-lariano.[22] La chiesa, che nel XVI secolo fu oggetto di importanti ristrutturazioni, si trova in cima a una collina localizzata tra Mariano Comense e Carugo, lungo il tracciato dell'antica strada Mediolanum-Comum, all'interno di quello che era il cosiddetto "castrum di Gattedo", distrutto nel 1258 per ordine di papa Innocenzo IV perché considerato ricettacolo di eretici.[9]

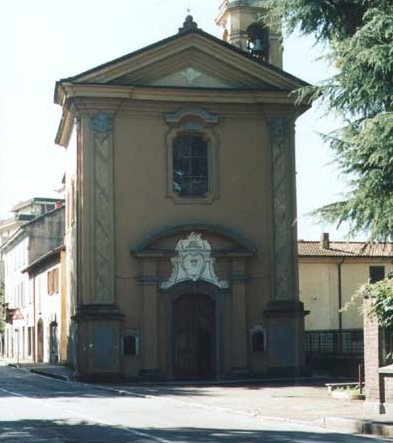
Chiesa di San Zeno

- Chiesa della Madonna di San Zeno[23], attesata sulla strada per Giussano già nel XIII secolo[21]
- Cappella di Sant'Ambrogio[24]
- Chiesa dei Santi Antonio e Domenico (XVIII secolo)[25]

### Architetture militari e civili
- La Torre[6][26], probabile rimaneggiamento del vecchio castello della famiglia Carugo[27], collegata all'attuale "curt del Vilùm" attraverso un cunicolo sotterraneo. Anticamente, dalla torre partiva un altro sottopassaggio che portava alla pianura[18].
- Villa Elmo (o Villa Somaschini[28]), che nella sua parte più antica risale al XVIII secolo[28].
- Cascina Sant'Ambrogio[29]
- Cascina Guardia (XX secolo[7]).
- Cascina Incasate[30]
- Cascina Vignazza[31]
- Cascina Gattedo
- Carugo Vecchio
- Cascina Sant'Isidoro

### Aree naturali
Riserva Naturale Regionale della Fontana del Guercio.

## Società

### Evoluzione demografica
- 390 nel 1751
- 600 nel 1771 con Incasate e Guardia
- 655 nel 1799
- 685 nel 1805
- 1 816 nel 1809 dopo l'annessione di Arosio
- 1 064 nel 1853
- 1 506 nel 1901
- 3 787 nel 1931 dopo l'annessione di Arosio
- 4 058 nel 1936 come Carugo Arosio
- 2 753 nel 1951

Abitanti censiti

## Cultura

### Istruzione
In alcuni locali del palazzetto dello sport ha sede la biblioteca civica Mons. Galbiati.
La scuola secondaria di primo grado Giulio Salvadori si trova insieme alla scuola elementare in via 25 aprile.

### IlCarughese
A partire dal 1980, l'amministrazione comunale pubblica e distribuisce a tutta la popolazione il Carughese, periodico di informazione politica, sociale e culturale. Fino a tutto il 2006 le uscite erano 11 annuali (10 numeri mensili ed un numero unico per i mesi di luglio-agosto). Da gennaio 2007 vennero accorpati anche i numeri di gennaio e febbraio, portando a 10 le uscite annuali. A partire dal 2010, a seguito della rinnovata impostazione voluta dall'amministrazione Melli, le uscite annuali sono state ridotte a 6, rendendo il periodico di fatto un bimestrale. Dal 2013 (amministrazione Colombo Daniele) è stata ripristinata la pubblicazione mensile del periodico Carughese (n.10 pubblicazioni annuali per l'accorpamento del numero unico "gennaio-febbraio" e del numero unico "luglio-agosto").

### Eventi
Primo lunedì di settembre: festa patronale di san Bartolomeo.
8 dicembre: Festa di San Zeno - Fiera per la via centrale del Paese.

#### Feste, fiere
- Ultimo giovedì di gennaio: Giubiana
- Sabato grasso: Carnevale Carughese
- Mese di giugno: "Aspettando l'estate"
- Seconda domenica di ottobre: Ottobre Carughese

## Economia
Dopo che nel dopoguerra fino agli anni '80 c'è stato un passaggio da una economia rurale ad una decisamente artigianale e industriale, soprattutto nel campo dell'arredamento e del mobile, ora il paese vive da tempo una dismissione delle attività industriali(anche a causa della crisi economica) a favore di una riconversione al terziario.

## Amministrazione
Il sindaco del comune è Paolo Molteni, a capo di una lista civica di centro-destra "Carugo Insieme" in seguito alle elezioni dell'8-9 giugno 2024.

## Associazioni
Dal 1995 è presente sul territorio comunale il gruppo di volontari di Protezione Civilecon sede presso via delle ginestre.
Nel dicembre 2008 è nata l'Associazione Museo "Nel Novecento",senza fini di lucro, con l’obiettivo principale di far conoscere la storia della Brianza durante il ventesimo secolo, dalle origini ancora contadine, attraverso il periodo artigianale, fino all’epoca delle moderne industrie.A tale scopo sono stati raccolti, restaurati e catalogati non solo macchinari, attrezzi e strumenti tipici delle attività lavorative del secolo scorso, ma anche immagini, documenti e testimonianze di vario genere. Tutto il materiale raccolto è presente all'interno del Museo della Brianza nel Novecento, che si trova in via Don Gnocchi 1 ed è visitabile dal pubblico.

## Sport
Sul territorio è presente la Polisportiva Forti e Liberi Carugo, nota semplicemente come Forti e Liberi, squadra calcistica, attualmente militante nella Serie A del Centro Sportivo Italiano (CSI).
I colori ufficiali sono il blu e il giallo.
Inoltre si trova la squadra di calcio chiamata Carugo Academy ASD.
Attivo dal 1973 anche lo Sci Club Carugo, che ha iniziato a questo sport più di una generazione di atleti.
Segnaliamo che è nata da pochi anni una nuova associazione per gli amanti della corsa e dello sport in genere. L'associazione denominata "Amici della corsa di Carugo" ha sede in via Garibaldi, 6 presso lo stabile delle scuole vecchie. Il sodalizio organizza la sua più importante manifestazione nel mese di gennaio, l'evento è denominato "CORRICARUGO" e coinvolge diversi comuni della zona. L'associazione è aperta a tutti coloro che hanno intenzione di praticare sport in compagnia o anche solo di sostenere le iniziative proposte. Per informazioni e chiarimenti visitate il nostro sito internet (visibile anche in fondo a questa pagina, tra i collegamenti esterni)

## Curiosità
Ancora oggi Carugo è diviso in rioni: Rione roggia, Rione torre, Rione San Zeno e Rione Ronco.
furono ideati tra il 1986/1987, per il carnevale del 1987. I cittadini fanno parte di un rione a seconda della loro vicinanza con La torre (il simbolo di Carugo),la Roggia (il fiume di Carugo), Il Ronco (un boschetto in mezzo a dei campi) e con la chiesetta dedicata a San Zeno.

### Esplicative
1. ↑  ortografia milanese

### Bibliografiche
1. 1 2   Bilancio demografico mensile anno 2025 (dati provvisori), su demo.istat.it, ISTAT.
2. ↑   Classificazione sismica (XLS), su rischi.protezionecivile.gov.it.
3. ↑   Tabella dei gradi/giorno dei Comuni italiani raggruppati per Regione e Provincia (PDF), in Legge 26 agosto 1993, n. 412, allegato A, Agenzia nazionale per le nuove tecnologie, l'energia e lo sviluppo economico sostenibile, 1º marzo 2011,  p. 151. URL consultato il 25 aprile 2012 (archiviato dall'url originale il 1º gennaio 2017).
4. ↑   AA. VV., Dizionario di toponomastica. Storia e significato dei nomi geografici italiani., Milano, Garzanti, 1996,  p. 149, ISBN 88-11-30500-4.
5. 1 2 3   Cenni storici, su comune.carugo.co.it. URL consultato il 25 aprile 2020.
6. 1 2   La Torre, Carugo (CO) – Architetture – Lombardia Beni Culturali, su lombardiabeniculturali.it. URL consultato il 25 aprile 2020.
7. 1 2 3 4 5   Cenni storici, su Comune di Carugo. URL consultato il 25 aprile 2020.
8. ↑   Sennis, Cathars in question, York University Press, 2016,  p. 189.
9. 1 2 3   Chiesa di S. Martino, Via S. Martino - Carugo (CO), su Architetture – Lombardia Beni Culturali. URL consultato il 25 aprile 2020.
10. ↑   Comune di Carugo, 1757 - 1797, su Istituzioni storiche – Lombardia Beni Culturali. URL consultato il 25 aprile 2020.
11. 1 2   Comune di Carugo, 1798 - 1812, su Istituzioni storiche – Lombardia Beni Culturali. URL consultato il 25 aprile 2020.
12. ↑   Comune di Carugo, 1816 - 1859, su Istituzioni storiche – Lombardia Beni Culturali. URL consultato il 25 aprile 2020.
13. ↑  Borghese, p. 140.
14. ↑  Regio Decreto 25 marzo 1929, n. 563.
15. ↑  Regio Decreto 14 novembre 1929, n. 2066.
16. ↑  Legge 13 marzo 1950, n. 113.
17. ↑   Cenni storici, su Comune di Carugo. URL consultato il 25 aprile 2020.
18. 1 2   Cenni storici, su Comune di Carugo. URL consultato il 25 aprile 2020.
19. ↑   Carugo Arosio ora Carugo, su Archivio Centrale dello Stato.
20. ↑   Chiesa di S. Bartolomeo - complesso, Piazza San Bartolomeo - Carugo (CO), su Architetture – Lombardia Beni Culturali. URL consultato il 25 aprile 2020.
21. 1 2   Cenni storici, su Comune di Carugo. URL consultato il 25 aprile 2020.
22. ↑  Zastrow, p. 19.
23. ↑   Chiesa della Madonna di S. Zeno - complesso, Via Toti - Carugo (CO), su Architetture – Lombardia Beni Culturali. URL consultato il 25 aprile 2020.
24. ↑   Luoghi storici e ambiente - s_ambrogio [collegamento interrotto], su Comune di Carugo. URL consultato il 25 aprile 2020.
25. ↑   Chiesa dei SS. Antonio e Domenico, Via Turati - Carugo (CO), su Architetture – Lombardia Beni Culturali. URL consultato il 25 aprile 2020.
26. ↑   Tutte le fortificazioni della provincia di Como in sintesi, Castelli della Lombardia, su mondimedievali.net. URL consultato il 17 aprile 2020.
27. ↑   Cenni storici, su comune.carugo.co.it. URL consultato il 25 aprile 2020.
28. 1 2   Villa Somaschini - complesso, Via Negroni, 9 (P) - Carugo (CO) – Architetture – Lombardia Beni Culturali, su lombardiabeniculturali.it. URL consultato il 25 aprile 2020.
29. ↑   Luoghi storici e ambiente - cascina_s_ambrogio, su comune.carugo.co.it. URL consultato il 25 aprile 2020.
30. ↑   Luoghi storici e ambiente - fraz_incasate, su comune.carugo.co.it. URL consultato il 25 aprile 2020.
31. ↑   Luoghi storici e ambiente - cascina_la_vignazza, su comune.carugo.co.it. URL consultato il 25 aprile 2020.
32. ↑  Dati tratti da:
  -  Popolazione residente dei comuni. Censimenti dal 1861 al 1991 (PDF), su ebiblio.istat.it, ISTAT.
  -  Popolazione residente per territorio – serie storica, su esploradati.censimentopopolazione.istat.it.
Nota bene: il dato del 2021 si riferisce al dato del censimento permanente al 31 dicembre di quell'anno.
33. ↑   Il Carughese, su Comune di Carugo. URL consultato il 28 giugno 2025.
34. ↑   Accedi o iscriviti per visualizzare, su www.facebook.com. URL consultato il 9 luglio 2024.
35. ↑   L'Associazione Museo "Nel '900" è un'associazione senza fini di lucro, costituita nel 2008, con l'obiettivo principale di realizzare a Carugo un Museo del Novecento. A tale scopo abbiamo già raccolto e restaurato macchinari, attrezzi e strumenti di lavoro tipici delle attività carughesi del secolo scorso (principalmente artigianato del mobile, agricoltura e manifattura tessile, ma non solo). Contestualmente a questa opera di recupero, abbiamo anche raccolto e catalogato una grande quantità di immagini, documenti, testimonianze ed informazioni di vario tipo che ci consentiranno di raccontare nel modo più completo possibile la vita, gli usi ed i costumi del nostro paese durante il secolo scorso. | Associazione Museo Nel '900, su museocarugo.it. URL consultato il 9 luglio 2024.